# St. Martin (Oidtweiler)

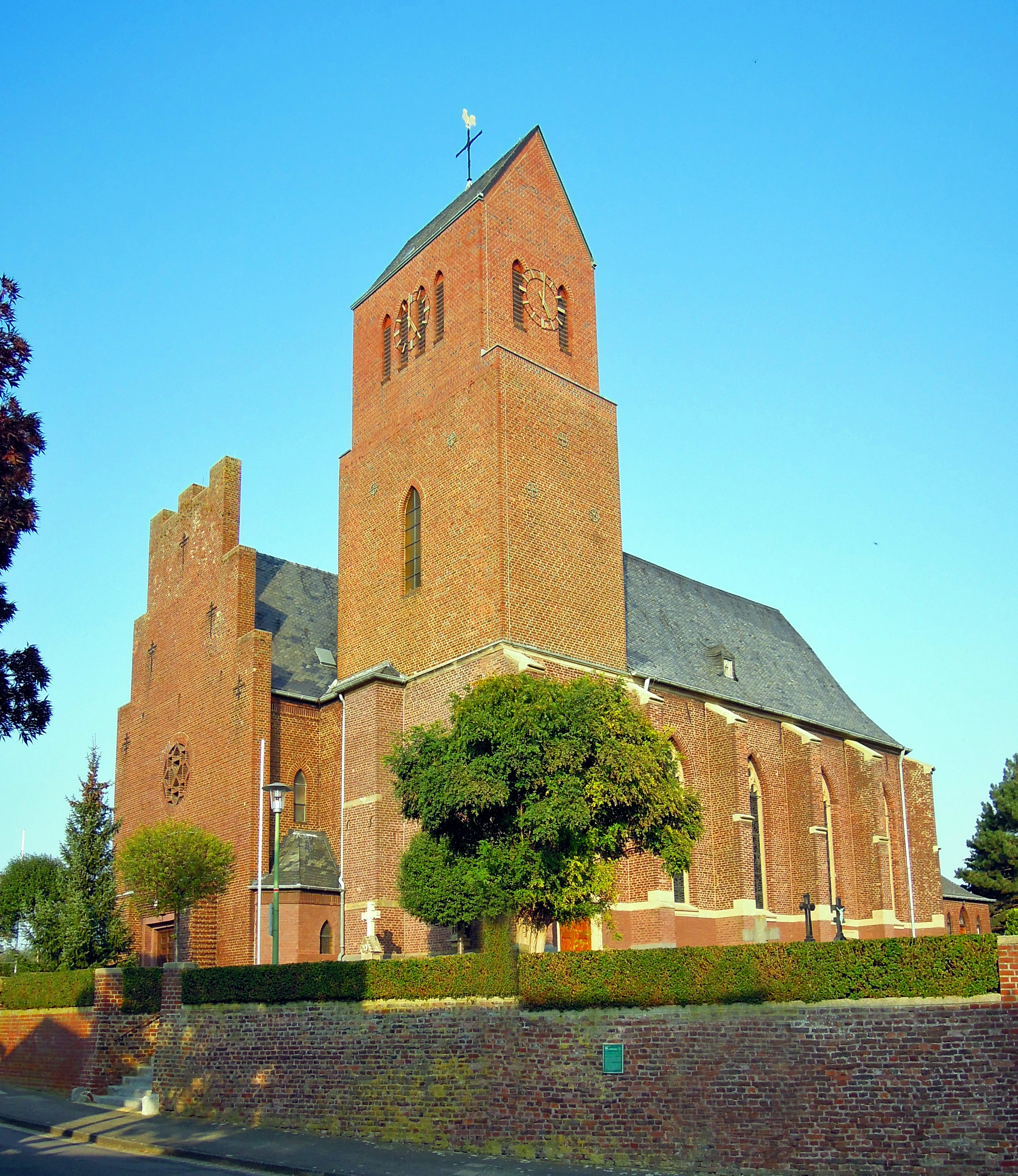
St. Martin in Oidtweiler

St. Martin ist eine römisch-katholische Filialkirche im Baesweiler Stadtteil Oidtweiler in der Städteregion Aachen in Nordrhein-Westfalen.
Die Kirche ist dem hl. Martin von Tours geweiht und unter Nummer 22 als Baudenkmal in die Liste der Baudenkmäler in Baesweiler eingetragen. Das Gotteshaus gehört zur Pfarrei St. Marien Baesweiler. Zum ehemaligen Pfarrbezirk gehört auch der Ort Bettendorf.

## Lage
Das Kirchengebäude befindet sich in der Ortsmitte von Oidtweiler an der Ecke Kirchstraße / Martinstraße. Direkt hinter der Kirche liegt der Friedhof.

## Geschichte
Erstmals urkundlich erwähnt wurde eine Kirche in Oidtweiler im Jahr 1275, als die Besitzer des Hofes Oidtweiler ihren Anteil am Patronatsrecht der Oidtweiler Kirche an das Kölner Domkapitel verkauften. Da über die Kirche von Oidtweiler bereits damals ein Patronatsrecht bestand, muss Oidtweiler schon 1275 eigenständige Pfarrei gewesen sein. Im Jahr 1289 erhielten die Prämonstratenserinnen in Heinsberg einen Teil des Patronatsrechts. Im Liber valoris aus dem Jahr 1308 gehörte der Ort als Pfarre zum weit ausgedehnten Dekanat Jülich im Erzbistum Köln.
Bis 1559 gehörte auch Baesweiler mit der Kirche St. Petrus als Filiale zur Pfarre Oidtweiler, wurde dann aber vollständig von Oidtweiler abgelöst und zur selbstständigen Pfarrei erhoben.
In der Franzosenzeit wurde der linksrheinische Teil der Erzdiözese Köln aufgelöst und dem neu gegründeten Bistum Aachen zugeschlagen, was auch Oidtweiler betraf. Im Zuge von Umstrukturierungsmaßnahmen wurde die Pfarre im Jahr 1804 aufgelöst und der Pfarre Baesweiler als Filialgemeinde unterstellt. Bereits ein Jahr später, im Jahr 1805, wurde dies wieder rückgängig gemacht und Oidtweiler wurde wieder Pfarre. Zudem kam der Ort Bettendorf an Oidtweiler.
Nachdem das Bistum Aachen 1825 wieder aufgelöst worden war, kam Oidtweiler wieder zurück an das Kölner Erzbistum. Seit der Wiedergründung 1930 gehört der Ort wiederum zum Bistum Aachen.
Zum 1. Januar 2013 wurde die Pfarre St. Martin Oidtweiler wie alle fünf weiteren Pfarreien im Stadtgebiet von Baesweiler aufgelöst und zur neuen Großpfarre St. Marien vereinigt. Die Kirche von Baesweiler wurde zur Pfarrkirche dieser neuen Pfarre bestimmt.

## Baugeschichte

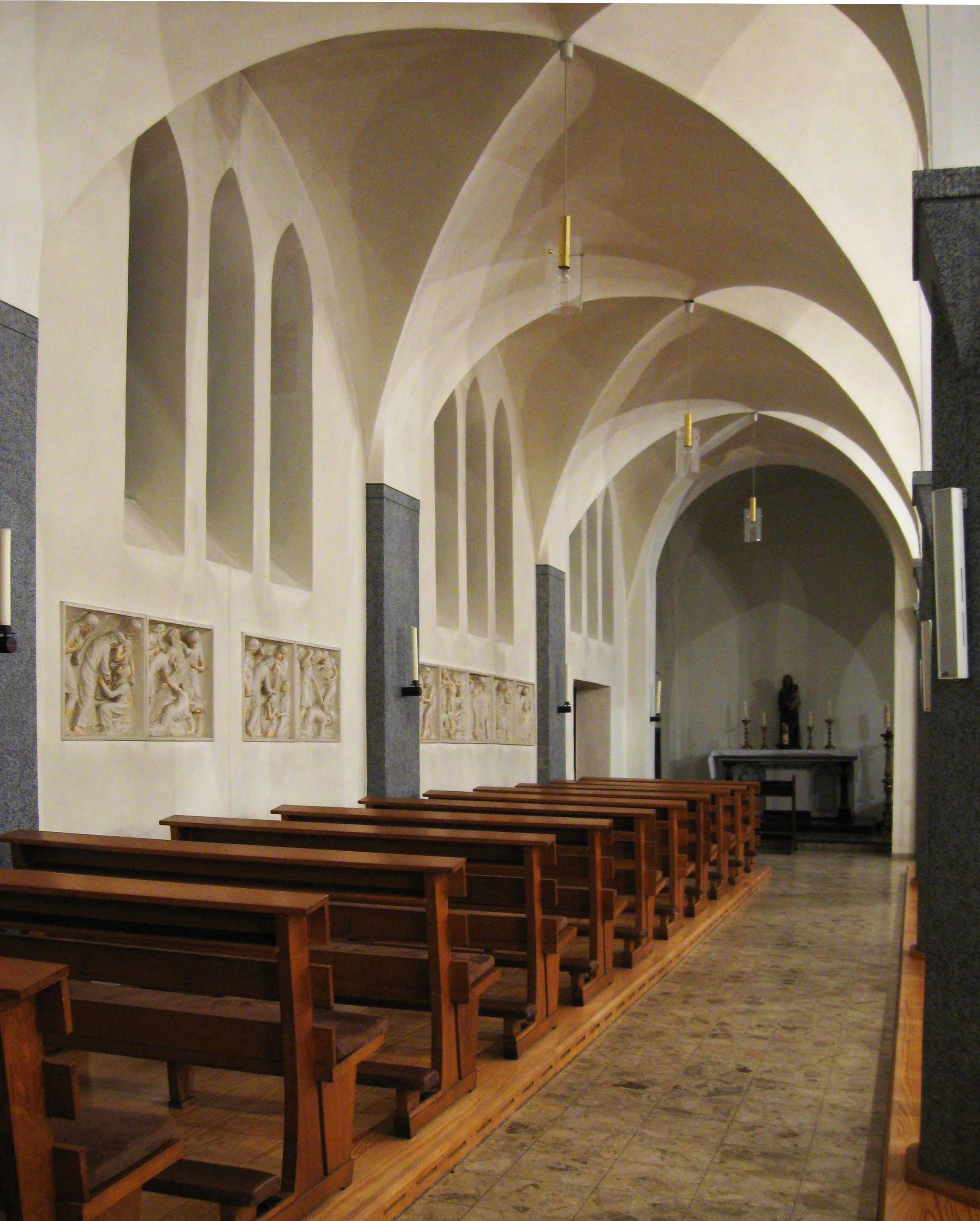
Blick in das nördliche Seitenschiff

Über die 1275 erwähnte Kirche ist nichts näheres bekannt. Sehr wahrscheinlich handelte es sich um einen einfachen romanischen Saalbau. Dieses Gotteshaus wurde zu Anfang des 16. Jahrhunderts durch einen einschiffigen Neubau in Formen der Gotik ersetzt, der heute das südliche Seitenschiff der Kirche darstellt. Etwas später wurde ein nördliches Kirchenschiff angebaut, wodurch eine zweischiffige Anlage entstanden war.
In der ersten Hälfte des 20. Jahrhunderts wurde die gotische Pfarrkirche zu klein und man beschloss, diese zu erweitern. 1929 wurde das nördliche Schiff abgerissen und an dessen Stelle das heutige Mittelschiff und nördliche Seitenschiff erbaut. Vor das alte gotische Kirchenschiff wurde der Glockenturm erbaut. Die Pläne zur Erweiterung stammen aus den Händen der Architektengemeinschaft Hermes und Schmitz aus Aachen. Nach Vollendung des Bauwerks fand am 25. Oktober 1931 die feierliche Kirchweihe statt.
Im Zweiten Weltkrieg erlitt das Gotteshaus Schäden durch Artilleriebeschuss, die bis 1950 behoben werden konnten. Im Jahr 1976 erfolgte eine umfassende Renovierung der Kirche, dabei wurde das südliche Seitenschiff (Gotischer Altbau) als Werktagskirche eingerichtet.

## Baubeschreibung
St. Martin ist eine dreischiffige und fünfjochige Basilika aus Backsteinen. Mittelschiff und nördliches Seitenschiff sind in sehr späten neugotischen Formen erbaut, das südliche Seitenschiff ist gotisch. Die 1929 erbauten Teile werden von Kreuzgratgewölben überspannt, der gotische Teil von Kreuzrippengewölben.

## Ausstattung

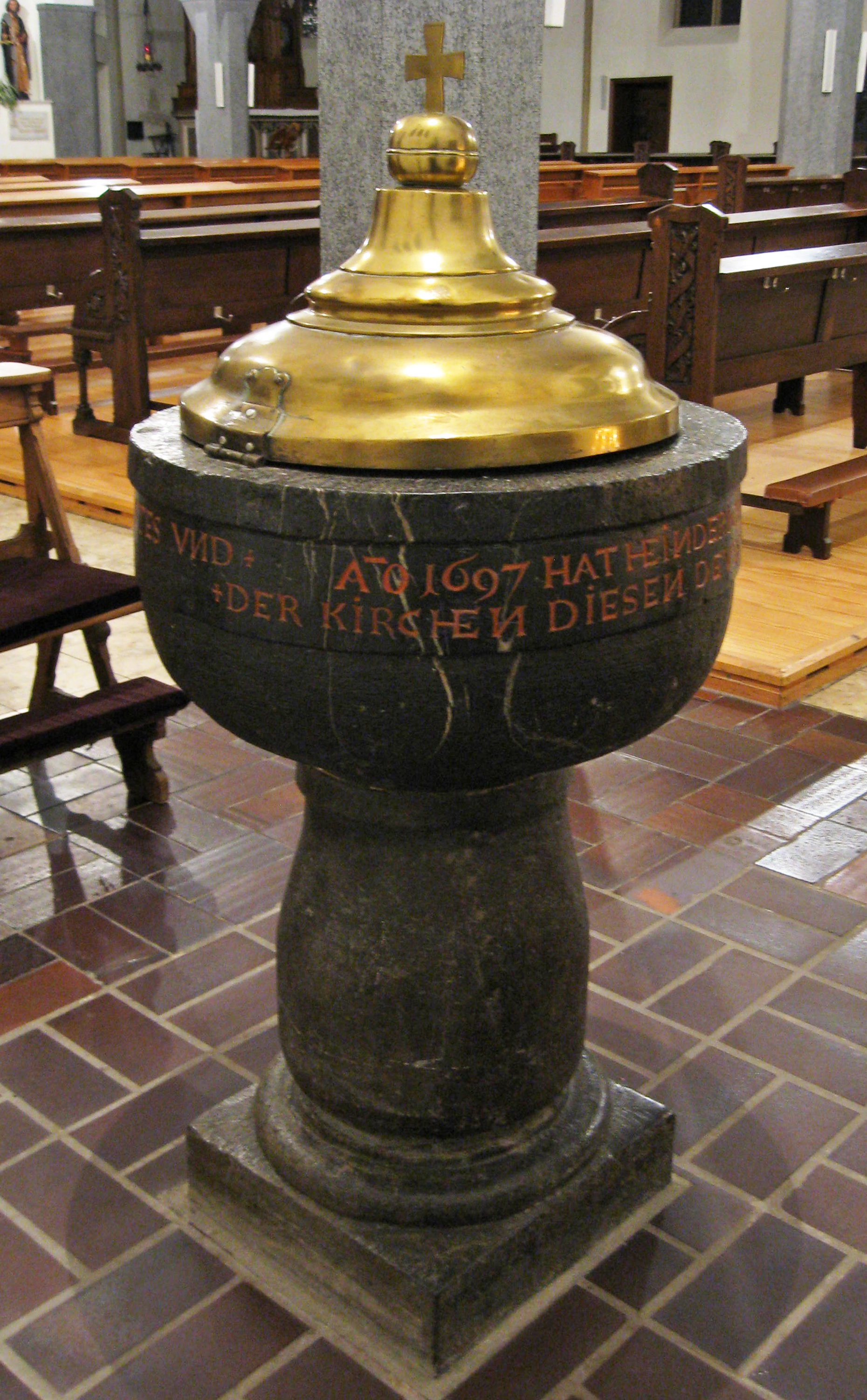
Taufstein

In der Kirche befindet sich ein neugotischer Hochaltar aus dem Jahr 1875 im südlichen Seitenschiff, im Hauptchor ein 7 Meter hohes Kreuz des Aachener Künstlers Josef Jansen und ein Tabernakel aus Emaille des Aachener Künstlers Fritz Schwerdt.
Zu den historischen Ausstattungsstücken gehören die barocke Kanzel aus dem 18. Jahrhundert, der Taufstein aus dem Jahr 1697, ein viersitziges Chorgestühl aus dem 15. Jahrhundert und verschiedene Heiligenfiguren.
Die Orgel aus dem Jahr 1953 ist eine Arbeit der Orgelbauanstalt Karl Bach aus Aachen und verfügt über 22 Register. Die Buntglasfenster sind allesamt Werke des Dürener Künstlers Hermann Gottfried aus 1959.

## Pfarrer
Folgende Pfarrer wirkten bis zur Auflösung der Pfarre 2013 an St. Martin als Seelsorger:
| von – bis | Name                              |
| --------- | --------------------------------- |
| 1922–1944 | Gottfried                         |
| 1944–1946 | Wilhelm Haerten                   |
| 1946–1955 | Josef Toussaint                   |
| 1956–1971 | August Strang                     |
| 1972–1975 | Johann Hubert Vonier              |
| 1975–1980 | Gottfried Pergens                 |
| 1981–2004 | Pater Hubert Engelhard            |
| 2004–2007 | Franz-Josef Gasten                |
| 2007–2010 | Hermann Küppers und Burkhard Kroh |
| 2011–2018 | Ferdi Bruckes                     |